# Oxford United Football Club
El Oxford United Football Club es un club de fútbol inglés de la ciudad de Oxford en Oxfordshire. Fue fundado en 1893 bajo el nombre de Headington United, y actualmente juega en la Football League Championship, segunda división del fútbol inglés.
Se proclamó campeón de la Copa de la Liga en 1986, mientras se encontraba en Primera División, logro que solo pudo gozar por dos temporadas.
En 2016, alcanzó, por primera vez en su historia, la final de Johnstone's Paint Trophy, aunque la perdieron en Wembley ante el Barnsley por 3-2.
En mayo del 2016, ascendió a la EFL League One tras ganar 3-0 al Wycombe Wanderers en el último partido de liga. Dio la sorpresa en la FA Cup 2015-16 tras ganarle 3 a 2 al Swansea City, club de primera división.

## Palmarés

### Torneos nacionales
- Copa de la Liga Inglesa (1): 1986
- Campeonato de la Liga de Fútbol (1): 1985
- Liga de Fútbol uno (2): 1968, 1984
- Primera División de la Liga de Fútbol del Sur (3): 1953, 1961, 1962

## Rivalidades
Su máximo rival es el Swindon Town con el que disputa el "A420 Derby".
También tiene una fuerte rivalidad contra el Northampton Town, con el otro club de Oxford, el Oxford City, contra Wycombe Wanderers y contra el Reading FC (Thames Valley Derby).